# 火山泥流

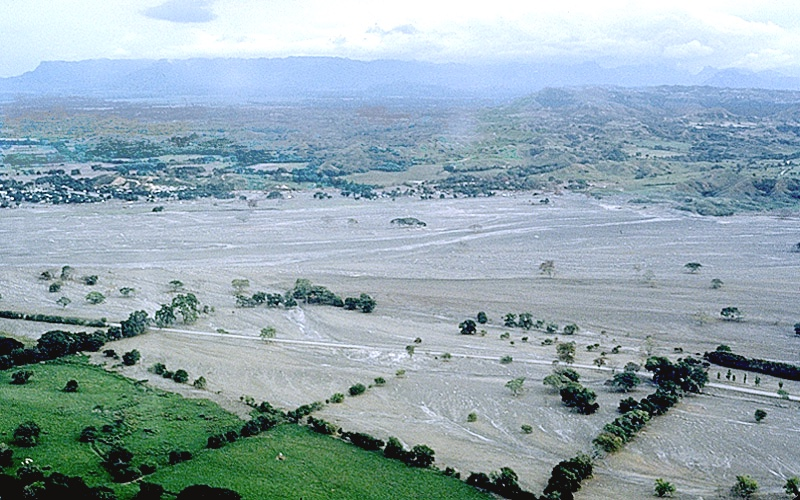
1985年內瓦多·德·魯伊斯火山的火山泥流摧毁哥倫比亞城市阿爾梅羅

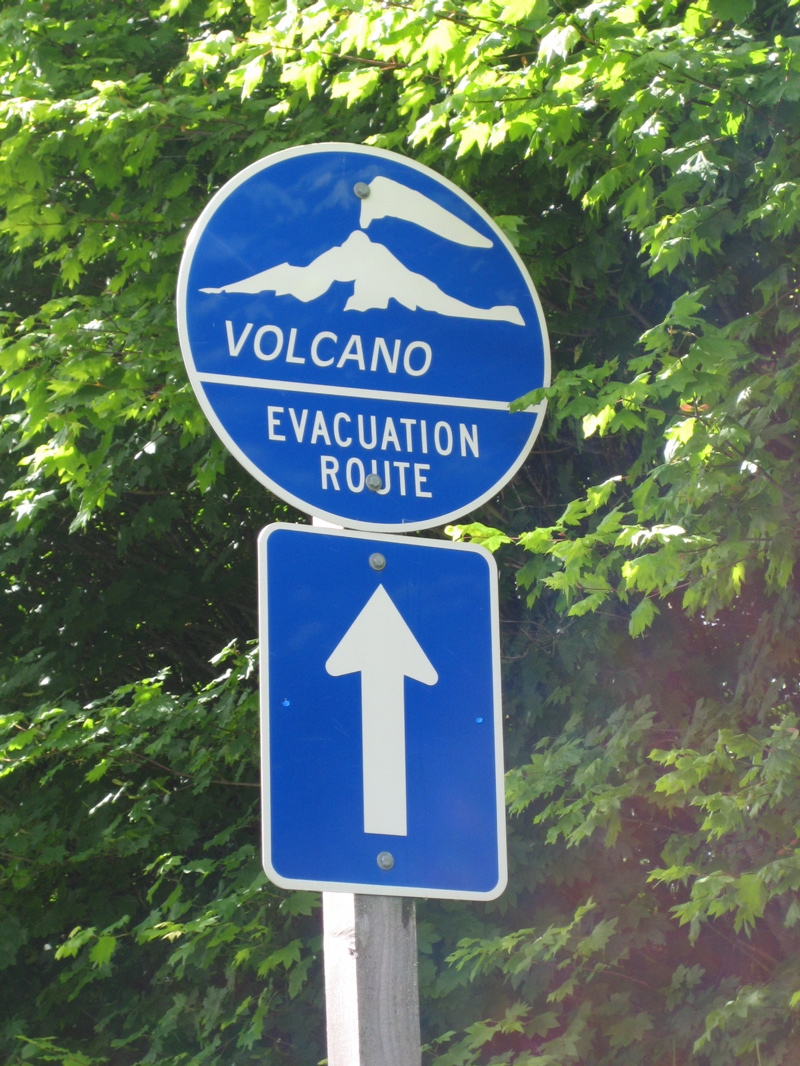
美國華盛頓州雷尼尔山的指示牌，標示發生火山泥流時的逃生路線

火山泥流（Lahar，源自印度尼西亞爪哇語）是從火山向下流的泥石流或山崩，主要物質是火山碎屑岩和水，泥石可以高達每小時100公里的速度前進超過300公里，對途經的地方造成災難性的破壞。火山泥和混凝土相似，流動時是液態，停止時則是固態。美國的瑞尼爾山、印尼的加隆貢火山和紐西蘭的魯阿佩胡山的火山泥流風險最高，其中瑞尼爾山在5,600年前發生火山泥流，330平方公里的地方受火山泥影響。近年造成重大傷亡的火山泥流發生在1985年，當時哥倫比亞內瓦多·德·魯伊斯火山爆發導致火山泥流，鄰近城市阿爾梅羅被5米深的山泥淹埋，造成約23,000居民死亡，佔當地人口的四分之三。

## 描述

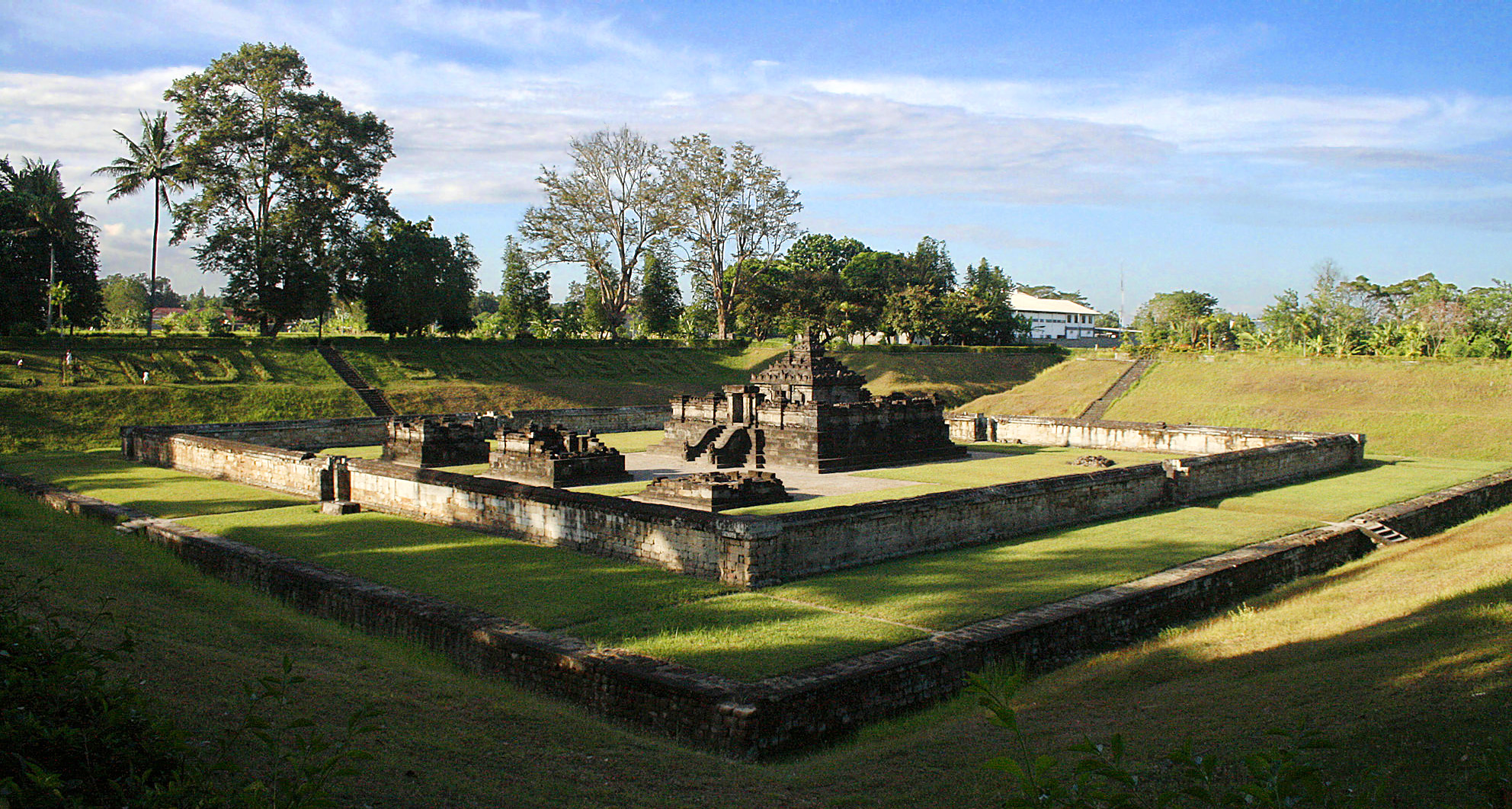
出土於印度尼西亞爪哇島日惹附近的9世紀Sambisari印度教寺廟。 這座寺廟被埋在數世紀以來默拉皮火山噴發所累積的「火山泥流」火山碎片下6.5公尺處。

火山泥流Lahar這個字是水和火山碎屑碎片的流動混合物的總稱。 它並不指特定的流變學或沉積物濃度。 火山泥流可以以正常水流（泥沙濃度低於 30%）、超濃縮水流（泥沙濃度在 30% 至 60% 之間）或火山碎屑土石流（泥沙濃度超過 60%）的形式出現。 事實上，由於沉積物供應和水供應的變化，火山泥流的流變性和隨後的行為可能會在單一事件中隨地點和時間而變化。

## 外部連結
- Schools page about lahars and pyroclastic flows （页面存档备份，存于）
- USGS web page about lahars （页面存档备份，存于）
- Mount Rainier, Washington （页面存档备份，存于）
- USGS fact sheet - "Mount Rainier -- Living Safely With a Volcano in Your Back Yard" （页面存档备份，存于）